# Elie Stephan
Elie Stephan, conosciuto anche come Elie Estephane (in arabo ايلي اسطفان‎?; Ghosta, 20 luglio 1986), è un ex cestista libanese.

## Carriera
Con il Libano ha disputato i Campionati mondiali del 2010 e i Campionati asiatici del 2011.